# ماتيلدي سانشيز
ماتيلدي سانشيز (بالإسبانية: Matilde Sánchez)‏ هي صحفية وكاتِبة ومترجمة أرجنتينية، ولدت في 1958 في بوينس آيرس في الأرجنتين.